# Avion comercial

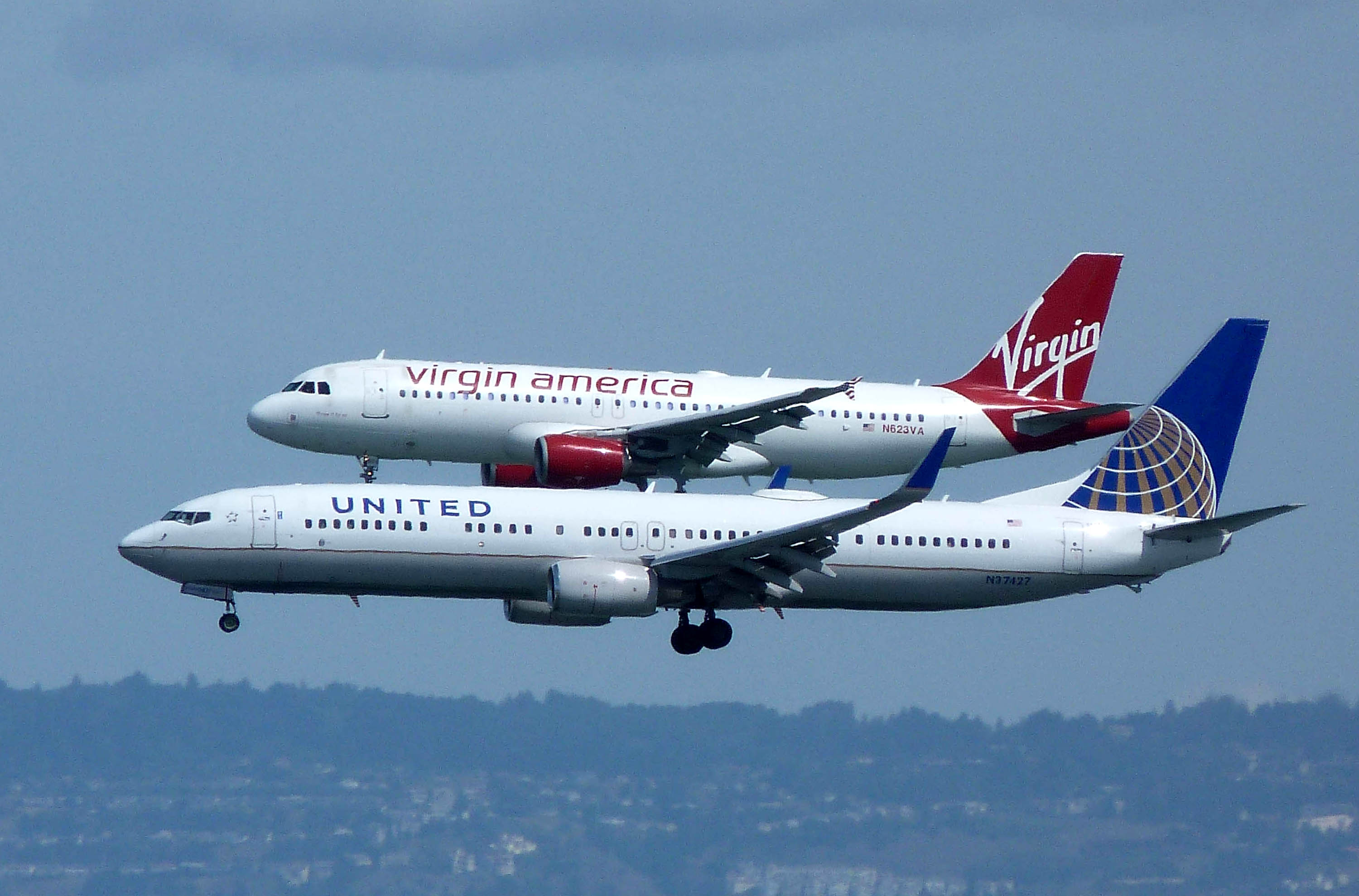
Boeing 737 (în față) și Airbus A320 (în spate)

Un avion comercial (avion de pasageri sau avion de linie) este o aeronavă utilizată pentru transportul de pasageri pe baze comerciale. Acestea sunt, cel mai adesea, operate de companii aeriene care le dețin sau le închiriază. Acestea servesc linii regulate sau sunt Charter Charter Flights pentru transportul de grupuri de la și către aeroportul destinațiilor comerciale.
Marea majoritate a avioanelor aflate în serviciu sunt proiectate exclusiv pentru aceste tipuri de utilizare, dar în prima jumătate a secolului al XX-lea acestea au fost adesea dezvoltate din avioane militare ale  bombardier sau de transport. Multe există, de asemenea, în versiunea  încărcătură pentru transportul de marfă sau în versiunea combinată de pasageri de marfă. Aparatele vechi vândute pe piața de mâna a doua sunt adesea transformate pentru transportul mărfurilor. Unele aparate au fost aranjate pentru transportul de personalități (șefi de stat), sunt utilizate ca avioane de afaceri sau cunosc aplicații militare  transport de trupe,  zbor, etc.).
În Uniunea Europeană, pasagerii afectați de întârzieri ale zborurilor pot beneficia de despăgubiri în baza Regulamentului (CE) nr. 261/2004.

## Definiție și tipuri
Definiția variază de la o țară la alta, dar în mod obișnuit constă în aeronave cu mai mult de 20 de locuri pentru pasageri și o masă fără încărcătură mai mare de 22.680  kg. Sub aceste limite se află taxiurile și "aviația de afaceri", care nu fac obiectul acelorași reguli de funcționare.